# C8orf59
C8orf59 (англ. Chromosome 8 open reading frame 59) – білок, який кодується однойменним геном, розташованим у людей на 8-й хромосомі. Довжина поліпептидного ланцюга білка становить 100 амінокислот, а молекулярна маса — 11 456.
| 10         |  | 20         |  | 30         |  | 40         |  | 50         |
| ---------- |  | ---------- |  | ---------- |  | ---------- |  | ---------- |
| MAKNKLRGPK |  | SRNVFHIASQ |  | KNFKAKNKAK |  | PVTTNLKKIN |  | IMNEEKVNRV |
| NKAFVNVQKE |  | LAHFAKSISL |  | EPLQKELIPQ |  | QRHESKPVNV |  | DEATRLMALL |
|            |  |            |  |            |  |            |  |            |

A: Аланін

D: Аспарагінова кислота

E: Глутамінова кислота

F: Фенілаланін

G: Гліцин

H: Гістидин

I: Ізолейцин

K: Лізин

L: Лейцин

M: Метіонін

N: Аспарагін

P: Пролін

Q: Глутамін

R: Аргінін

S: Серин

T: Треонін

Кодований геном білок за функцією належить до фосфопротеїнів. 
Задіяний у таких біологічних процесах, як ацетилювання, альтернативний сплайсинг. 